# Escoles nacionals (Pau)
Escoles nacionals és un edifici del municipi de Pau (Alt Empordà) inclòs en l'Inventari del Patrimoni Arquitectònic de Catalunya.

## Descripció
Situades dins del nucli urbà de la població de Pau, entre els carrers de Sant Pere de Roda, Margall i Mas Martí.
Es tracta d'un edifici de planta rectangular, amb la coberta a dues vessants de teula sobre els vessants més llargs, distribuït en planta baixa. Presenta un petit cos avançat, amb la coberta a dues aigües, situat al centre de la construcció, per on es realitza l'accés a l'interior. Per la part posterior de l'edifici, aquest cos no sobresurt de la línia de façana, ja que se li afegiren dos petits cossos rectangulars, amb la coberta plana, a banda i banda. La façana principal presenta una successió de grans finestrals rectangulars, mentre que les obertures del cos avançat són d'arc de mig punt, incloses les dues portes d'accés que es troben als murs laterals. A tota la construcció original s'observa un petit sòcol de maons disposats trencajunt de pla. La resta de l'edifici es troba arrebossat i pintat de color groc, amb els ràfecs de color grana.

## Història
Els anys 1928 i 1935 es varen realitzar dos projectes de l'arquitecte Pelayo Martínez Paricio, que no s'acabaren de realitzar per culpa de l'inici de la guerra civil.
L'edifici projectat posteriorment per l'arquitecte Josep Claret l'any 1959, acaba sent un edifici similar als dos dissenyats per Pelayo que, en essència, són dues versions d'aquest. La manca de plànols del projecte signat per Claret, del que només ens ha arribat l'acta de recepció de l'obra, impedeix conèixer l'abast del projecte d'aquest en relació als de Pelayo Martínez.
Darrerament ha sofert modificacions per adaptar-ho a les necessitats pedagògiques actuals.